# Marc Laidlaw
Marc Laidlaw, född 3 augusti 1960 i Kalifornien, är en författare som tidigare jobbade på datorspelsföretaget Valve. Laidlaw blev anställd år 1997 hos Valve, där hans arbete fokuserade runt Half-Life serien fram tills han lämnade företaget år 2016. Utöver sitt arbete inom Valve så har Laidlaw även publicerat ett flertal böcker, bland annat hans mest kända böcker Dad's Nuke och The 37th Mandala. De föredragna genrer som Laidlaw skrev var Science-Fiction och Skräck. Marc Laidlaws drivande faktor genom åren som han arbetade var fantasy-världen och kreativiteten som den tillät. 

## Biografi
Marc Laidlaw gick som barn på Monte Vista Elementary under ett par år, och en tid senare började han på Eagle Rock Elementary och spenderade en stor del av sin tid med sina skolkamrater till och från skolan. Redan som barn så började han att skriva historier och böcker, och år 1978 började han sälja professionelt till magasin som Omni Magazine, The Magazine of Fantasy & Science Fiction, samt ett flertal andra Science-fiction, Skräck, och Fantasy-magasin. Laidlaws intresse för datorspel var alltid stort, och hans intresse för skapandet av 3D-spel var förstärkt av Tim Willits som uppmuntrade honom med olika resurser för nivådesign. Detta ledde så småningom till att han blev erbjuden en tjänst på Ion Storm av John Romero vilket Laidlaw tackade nej till då han inte ville flytta till Dallas.

## Valve
Laidlaw blev en del av Valve, ett framstående företag inom datorspel under de bildande stadierna av deras första satsning. Denna satsning var det som skulle bli känt som det banbrytande förstapersonsskjutspelet (FPS) Half-Life, släppt 1998. Ursprungligen så blev Laidlaw anställd för att arbeta på ett annat spel vid namn Prospero, ett spel som var ämnat att kombinera Tomb Raider och en av Laidlaws favoriter, Myst, i en Sci-Fi värld. Detta ändrades dock efter ett avbrott ledde till att utvecklingen av Prospero blev inställd. Efter Prospero så började Laidlaw primärt arbeta på Half-Life serien, och bidrog till att skapa en av de mest inflytelserika FPS-spelen för sin tid. Half-Life öppnade dörrarna till många spel framöver, med en rik handling som berörde många.  
Efter att ha varit anställd i 18 år hos Valve, så lämnade Laidlaw företaget i januari 2016 för att sträva efter en karriär som författare där han kunde lägga mer fokus på sitt mål om att förbättra och föröka sina egna projekt. Utöver sin vilja att förbättra sitt författarskap så hade Laidlaws lust att arbeta med Half-Life minskat med tiden då storyn började kännas påtvingad och manipulerad istället för att flyta på som först var tänkt, vilket bidrog till beslutet att separera från Valve.  

## Spel
| År   | Titel                    |
| ---- | ------------------------ |
| 1998 | Half-Life                |
| 2004 | Half-Life 2              |
| 2006 | Half-Life 2: Episode One |
| 2007 | Half-Life 2: Episode Two |
| 2013 | Dota 2                   |

## Roliga fakta
Marc Laidlaw har ett antal nämnvärda favoritfilmer som han ofta tycker om att se om igen.
• Robinson Crusoe on Mars
• Den fantastiska resan
• Trion av filmer från Don Knott: The Incredible Mr. Limpet, The Ghost and Mr. Chicken och The Reluctant Astronaut
• En ding, ding, ding, ding värld